# Pferdeschwemme (Ippesheim)

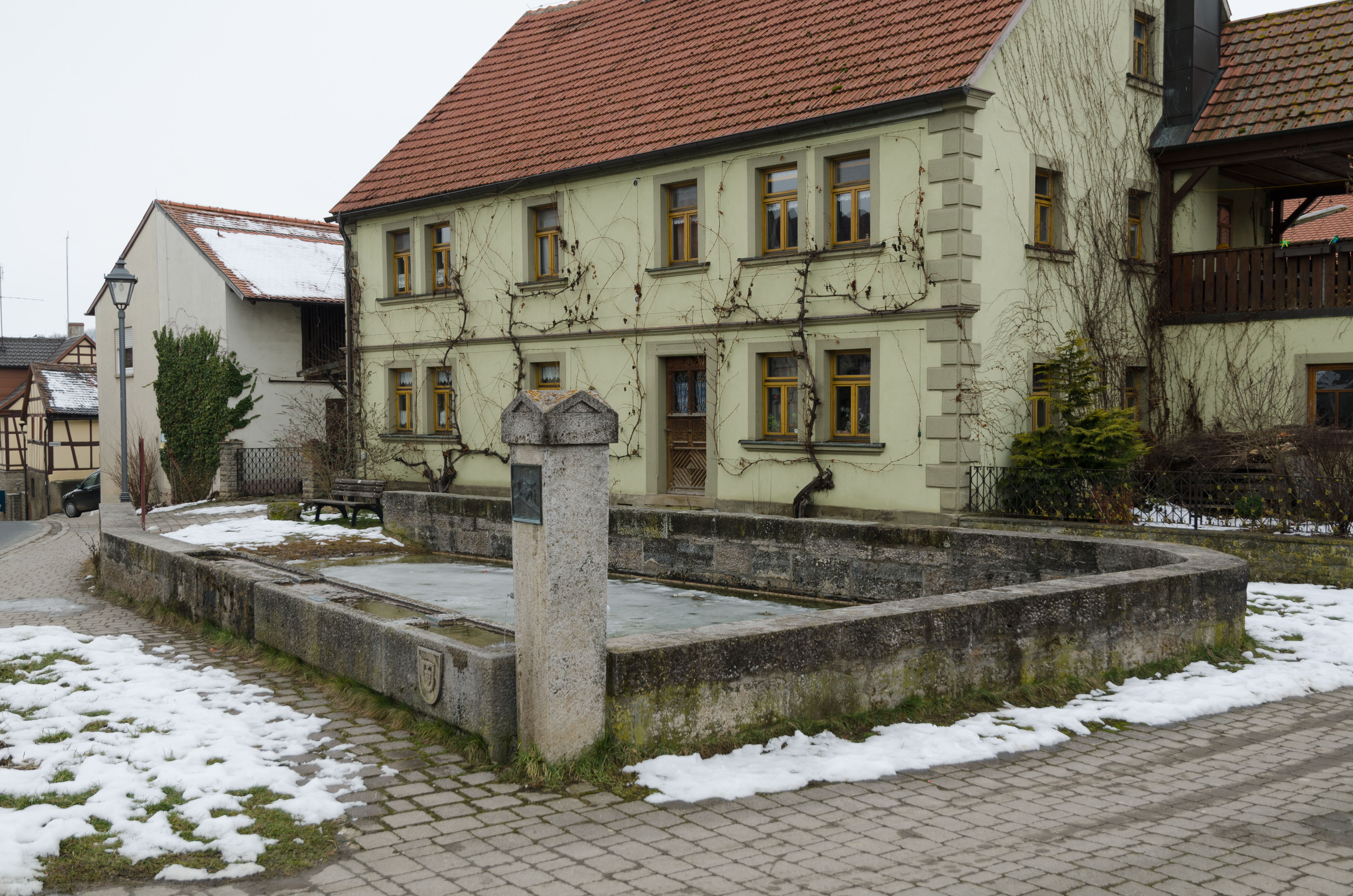
Pferdeschwemme in Ippesheim

Die Pferdeschwemme in Ippesheim, eines Marktes im mittelfränkischen Landkreis Neustadt an der Aisch-Bad Windsheim, wurde 1718 errichtet. Die Pferdeschwemme vor dem Haus Hauptstraße 23 ist ein geschütztes Baudenkmal.
Die Tränke besteht aus einer dreiseitigen Quadermauerumfassung und dem Tränkbrunnen mit zwei Trögen. Diese Art von Tränken gab es in vielen Orten, sie wurden zumeist im Laufe des 20. Jahrhunderts abgerissen.  